# Mohammad Bagher Ansari
Mohammad Bagher Ansari (anhörenⓘ; * 1946 in Mahallat, Iran) ist ein islamischer Theologe und Rechtsgelehrter sowie Philosoph.

## Leben
Im Alter von 21 Jahren übersetzte er sein erstes Buch aus dem Arabischen ins Persische. Seine Ausbildung in Höherer Theologie mit den Schwerpunkten Recht und Philosophie schloss er 1981 in Ghom ab. Von 1971 bis 1976 beschäftigte er sich im Rahmen einer von Ajatollah Sejjed Mohammad Beheschti geleiteten dreiköpfigen Forschungsgruppe mit Qur'aninterpretation und der Beziehung zwischen abendländischer Philosophie und Islam. In diesen Jahren erschien eine weitere Übersetzung zum Thema Unterschiedliche Christliche Glaubensschulen. 1971 gründete Hojjatolislam Ansari ein „Büro für Internationale Islamische Beziehungen“ in Ghom und nahm Kontakt zu anderen islamischen Institutionen auf. Nach der Islamischen Revolution übte er verschiedene gemeinnützige Tätigkeiten aus. Von 1982 bis 1992 war er stellvertretender Vorsitzender der „Organisation für Islamische Verbreitung“. Außerdem war er Chefredakteur der englischsprachigen Zeitung Tehran Times. Von 1992 bis 1998 war er als Nachfolger von Mohammad Reza Moghaddam Leiter des 2024 verbotenen Islamischen Zentrums Hamburg. Seit seiner Rückkehr in den Iran widmet er sich der Pflege und dem Ausbau der internationalen Beziehungen.
| Personendaten    | Personendaten                                            |
| ---------------- | -------------------------------------------------------- |
| NAME             | Ansari, Mohammad Bagher                                  |
| KURZBESCHREIBUNG | islamischer Theologe und Rechtsgelehrter sowie Philosoph |
| GEBURTSDATUM     | 1946                                                     |
| GEBURTSORT       | Mahallat, Iran                                           |